# Deméter de Licosura
La Deméter de Licosura es un fragmento de una escultura colosal de Deméter, creada por el escultor Damofón en 180 a. C. para el templo de Despena en la antigua ciudad de Licosura, actualmente Arcadia, Grecia.
Forma parte de un minipanteón destacado en la ciudad, que también incluye a la diosa Artemisa, al Titán Ánito, y la diosa Despena, la "Señora", cuyo verdadero nombre permanece desconocido, según el historiador Pausanias, que catalogó la región en su libro Descripción de Grecia (en griego antiguo: Ἑλλάδος Περιήγησις, romanizado: Hellados Periegesis).
Se cree que las estatuas de culto medían unos 6 metros de altura, y la representación de las deidades también se documentó en monedas provinciales romanas emitidas por la ciudad de Megalópolis.
El busto se conserva actualmente en el Museo Arqueológico Nacional, junto al busto de Artemisa, designado NAMA 1734.

## Descubrimiento
La ciudad de Licosura se encuentra a 7 km al oeste de Megalópolis, que fue estudiada ampliamente en el verano de 1889, y en el cambio de siglo. Se recuperó el santuario de Despoina, y con él los fragmentos de Artemisa, Ánito, el pecho/ropa de Despoina.
El busto es un acrolito, un compuesto de muchos materiales diferentes, de los cuales la cabeza, las manos y los pies son de mármol]local, pero el pecho y la ropa son de madera.

## Descripción
Mide 75 cm, y a diferencia de la estatua de Artemisa, cuyos ojos están incrustados, el rostro de Deméter está tallado en una sola pieza, con un velo que se conserva bien. El cabello está peinado en mechones ondulados, y con él se tallaron agujeros en la cabeza destinados a la colocación de una diadema de metal. Como matrona, Deméter tiene una presencia de reina y es uno de los principales objetos de atención del panteón.
La descripción de Pausanias indicaba que Deméter habría sostenido una antorcha en la mano derecha y la izquierda sobre la estatua de Despoina, ambas compartirían un trono y un escabel hechos de un bloque de mármol.
Dada la naturaleza de una kore de Perséfone hallada en el santuario cercano, se considera que las deidades del santuario son de naturaleza ctónica, parte de los Misterios eleusinos.